# Erika Alexander

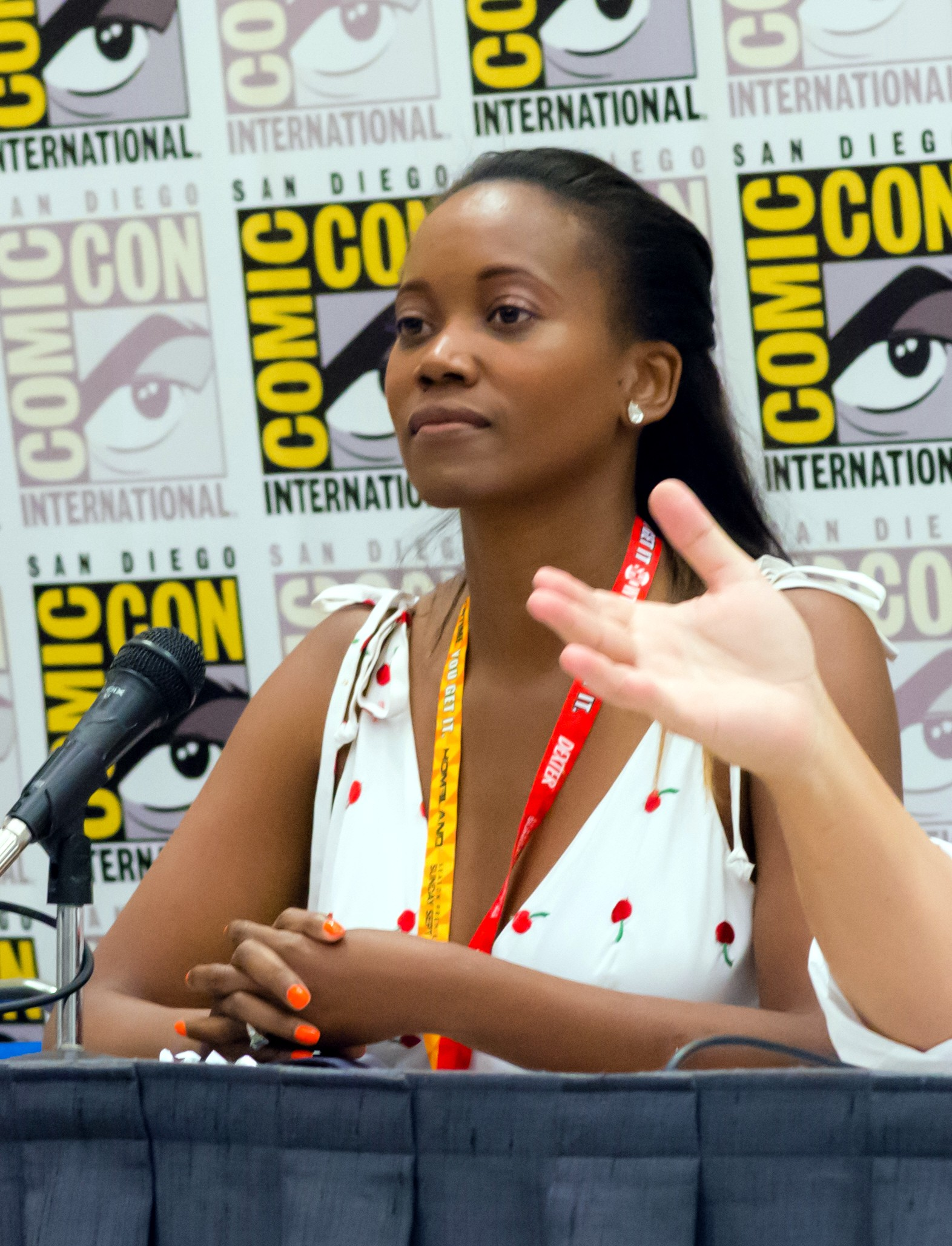
Erika Alexander (2012)

Erika Alexander (* 19. November 1969 in Winslow, Arizona) ist eine US-amerikanische Schauspielerin. Bekannt wurde sie durch ihre Rolle als Maxine Shaw in der Sitcom Living Single, für die sie mehrere Auszeichnungen, darunter zwei NAACP Image Awards in der Kategorie Beste Serien-Hauptdarstellerin – Comedy, erhielt.

## Leben
Erika Alexander ist die Tochter des Pfarrers Robert Alexander und der Lehrerin und Kinderbuch-Autorin Sammie Alexander und hat fünf Geschwister.
Der schauspielerische Durchbruch gelang Alexander mit ihrer Rolle als Pamela „Pam Cousin“ Tucker in der NBC-Sitcom Die Bill Cosby Show. 1990 spielte sie neben Whoopi Goldberg in dem Bürgerrechtsepos Der lange Weg, von 1993 bis 1998 die scharfzüngige Anwältin Maxine „Max“ Shaw in der Fox-Sitcom Living Single.
Alexanders Rolle als Pam Tucker hatte einen positiven Einfluss auf The Cosby Show: Sie spielte ein Mädchen, das zu Verwandten geschickt wird, um bei diesen zu leben, als ihre Großmutter krank wird. Anfangs hat sie das Gefühl, sich aufgrund der strengen Regeln nicht in das Familienleben einfügen zu können, aber schnell lernt sie, dass diese Regeln aus Liebe bestehen. Pam ist ein einfaches Mädchen, das aufs College gehen will, aber nicht wirklich die Noten dafür hat. Sie ist meistens mit ihrer besten Freundin, der forschen Charmainne, und deren Freund Lance zusammen.
Für kurze Zeit hatte sie eine Fernsehserie in Jamaika Set namens Going to Extremes aus dem Jahr 1992. In dieser einstündigen dramatischen Komödie durchlaufen amerikanische Medizinstudenten ihre Ausbildung auf einer tropischen Insel.
Im Jahr 2002 spielte Alexander die Rolle als Bewährungshelferin Dee Mulhern in der Showtime-Serie Street Time. Diese lief zwei Staffeln lang und bot ihr die Gelegenheit, einen raueren, fehlerhaften und vielschichtigen Charakter zu spielen.
Im internationalen Kino spielte Alexander die Rolle der Hidimbi in der Mahabharata-Adaption von Peter Brook. Sie spielte auch eine junge Pflanze in der TV-Miniserie Flora's Family.
Sie hat aktiv für Hillary Clinton geworben und tourte dafür 2008 während der Wahlkampagne der Demokratischen Partei  mit Chelsea Clinton über die Hochschulcampus.
Sie ist seit 1997 mit dem Künstler und Drehbuchautor Tony Puryear verheiratet.

## Filmografie (Auswahl)
- 1986: Streetgirls (My Little Girl)
- 1986: George Washington II: The Forging of a Nation (Fernsehfilm)
- 1990: Common Ground (Fernsehfilm)
- 1990: Der lange Weg (The Long Walk Home)
- 1990: The Mahabharata (Miniserie, drei Folgen)
- 1990: Das Leben ist schön (The Last Best Year, Fernsehfilm)
- 1990: Law & Order (Fernsehserie, eine Folge)
- 1990–1992: Die Bill Cosby Show (The Cosby Show, Fernsehserie, 21 Folgen)
- 1991: Na typisch! (He Said, She Said)
- 1992: Getrennte Wege (Fathers & Sons)
- 1992–1993: Going to Extremes (Fernsehserie, 17 Folgen)
- 1993–1998: Living Single (Fernsehserie, 117 Folgen)
- 1994: Override (Kurzfilm)
- 1998: Studio 54
- 1998: Mama Flora’s Family (Fernsehfilm)
- 1999: KnitWits Revisited (Fernsehfilm)
- 2001: 30 Years to Life
- 2001: Für alle Fälle Amy (Judging Amy, Fernsehserie, sieben Folgen)
- 2001: The Zeta Project (Fernsehserie, zwei Folgen)
- 2002: Voll Frontal (Full Frontal)
- 2002: Love Liza
- 2002–2003: Street Time (Fernsehserie, 20 Folgen)
- 2004: Law & Order: Special Victims Unit (Fernsehserie, Folge Ritual)
- 2004: Tricks
- 2004: LAX (Fernsehserie, eine Folge)
- 2005: Half & Half (Fernsehserie, eine Folge)
- 2005: Eine himmlische Familie (Fernsehserie, Folge 9x20)
- 2006: Sixty Minute Man (Fernsehfilm)
- 2006: In Justice (Fernsehserie, eine Folge)
- 2006: Heist (Fernsehserie, vier Folgen)
- 2006: Emergency Room – Die Notaufnahme (ER, Fernsehserie, eine Folge)
- 2006: Déjà Vu – Wettlauf gegen die Zeit (Deja Vu)
- 2007: Side Order of Life (Fernsehserie, eine Folge)
- 2007: CSI: Den Tätern auf der Spur (CSI: Crime Scene Investigation, Fernsehserie, eine Folge)
- 2007: Numbers – Die Logik des Verbrechens (Numb3rs, Fernsehserie, eine Folge)
- 2007: CSI: Miami (Fernsehserie, eine Folge)
- 2009: Die Mission (La Mission)
- 2009: Criminal Minds (Fernsehserie, Folge Blinde Augen)
- 2010: In Plain Sight – In der Schusslinie (In Plain Sight, Fernsehserie, vier Folgen)
- 2011: Dr. House (House, Fernsehserie, eine Folge)
- 2012: Suburgatory (Fernsehserie, eine Folge)
- 2012: Suits (Fernsehserie, Folge 2x04)
- 2012–2014: Last Man Standing (Fernsehserie, fünf Folgen)
- 2013: Low Winter Sun (Fernsehserie, vier Folgen)
- 2014: Elsa & Fred
- 2014: Let’s Stay Together (Fernsehserie, drei Folgen)
- 2014: The Magic City
- 2016–2017: Bosch (Fernsehserie)
- 2017: Get Out
- 2017–2018: Beyond (Fernsehserie)
- 2018–2019: Black Lightning (Fernsehserie)
- 2019: I See You
- 2019: Wu-Tang: An American Saga (Fernsehserie)
- 2022: Swimming with Sharks  (Fernsehserie)
- 2023: Earth Mama
- 2023: Amerikanische Fiktion (American Fiction)